# Olímpio Noronha
Olímpio Noronha este un oraș în Minas Gerais (MG), Brazilia.